# Metacapnodium spongiosum
Metacapnodium spongiosum är en svampart som beskrevs av S. Hughes & Sivan. 1984. Metacapnodium spongiosum ingår i släktet Metacapnodium och familjen Metacapnodiaceae.   Inga underarter finns listade i Catalogue of Life.